# Große Deichstraße
Die Große Deichstraße der Stadt Weißenfels in Sachsen-Anhalt umfasst zwei Denkmalbereiche. Im örtlichen Denkmalverzeichnis sind die Denkmalbereiche verzeichnet.

## Allgemein
Nördlich der Großen Deichstraße fließt parallel zur Straße die Saale.

## Denkmalbereiche

### Denkmalbereich mit der Erfassungsnummer 094 80000
Der Denkmalbereich mit der Erfassungsnummer 094 80000 umfasst die Hausnummern 9, 11, 13, 15, 17, 19, 21, 23, 25, 27 und die Hausnummer 55 der Leopold-Kell-Straße. Obwohl die Hausnummern 13, 17 und 19 Teil des Denkmalbereiches sind, stehen diese Gebäude noch einmal gesondert unter Denkmalschutz.

#### Hausnummer 55 Leopold-Kell-Straße
Die Hausnummer 55 der Leopold-Kell-Straße gehört einem weiteren Denkmalbereich an und ist auch gesondert als Baudenkmal ausgewiesen.

### Denkmalbereich mit der Erfassungsnummer 094 80001
Der Denkmalbereich mit der Erfassungsnummer 094 80001 umfasst die Hausnummern 10, 12, 14, 16, 18 und 20. Obwohl die Hausnummern 10 und 20 Teil des Denkmalbereiches sind, stehen diese Gebäude noch einmal gesondert unter Denkmalschutz.